# Gare de Lichtervelde
La gare de Lichtervelde (en néerlandais : station Lichtervelde) est une gare ferroviaire belge de la ligne 66, de Bruges à Courtrai, située à proximité du centre-ville de la commune de Lichtervelde dans la province de Flandre-Occidentale en Région flamande.
Elle est mise en service en 1847 par la Société des chemins de fer de la Flandre-Occidentale (FO). 
C'est une gare de la Société nationale des chemins de fer belges (SNCB) desservie par des trains InterCity (IC) et d'Heure de pointe (P).

## Situation ferroviaire
Établie à 26 m d'altitude, la gare de Lichtervelde est située au point kilométrique (PK) 22,950 de la ligne 66, de Bruges à Courtrai, entre les gares ouvertes de Torhout et de Roulers. C'est un nœud ferroviaire, situé également au PK 32,440 de la ligne 73, de Deinze à La Panne (frontière), entre les gares ouvertes de Tielt et de Kortemark.

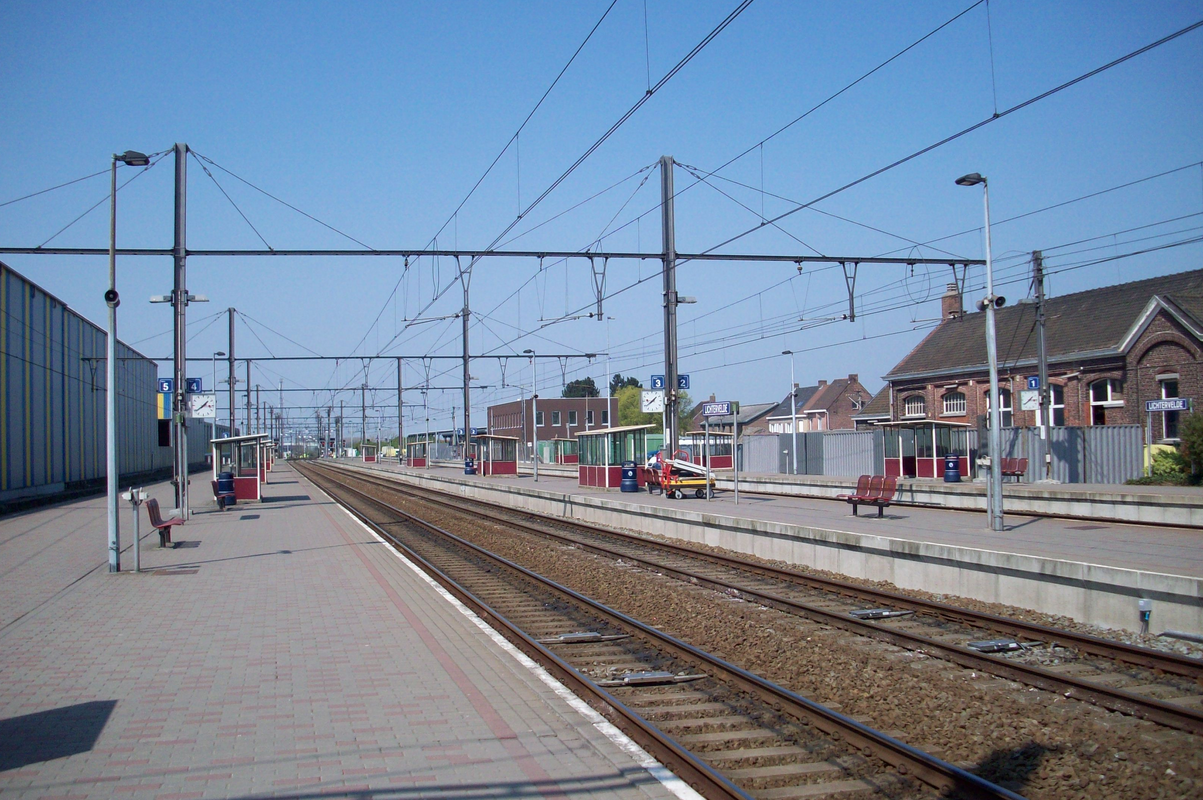
Intérieur de la gare.

## Histoire
La station de Lichtervelde est mise en service le 28 février 1847, par la Société des chemins de fer de la Flandre-Occidentale (FO), lorsqu'elle ouvre à l'exploitation la section de Torhout à Lichtervelde, de sa ligne de Bruges à Courtrai (actuelle ligne 66). Elle devient une gare de passage avec l'ouverture de la section suivante de Lichtervelde à Roulers, mise en service le 31 mars 1847.
Elle devient une gare de bifurcation avec l'ouverture à l'exploitation, par la Compagnie du chemin de fer de Lichtervelde à Furnes, de la ligne de Lichtervelde à Furnes — actuelle section de la ligne 73, de Deinze à la Panne (frontière) — le 11 mai 1858.
Jusqu'en 1882, la ligne FO de Deinze à Tielt oblique ensuite vers Ingelmunster où elle rejoint la ligne de Courtrai. La section reliant directement Tielt à Lichtervelde est mise en service le 23 mars 1880 par l'État belge.
Le bâtiment d'origine était devenu beaucoup trop petit face à l'expansion du trafic. Les Chemins de fer de l'État belge, qui avaient repris la compagnie FO construisirent entre 1912 et 1914 un grand bâtiment type 1895 ; endommagé lors de la Première Guerre mondiale, ce bâtiment fut réparé, modernisé à plusieurs reprises et est toujours utilisé.
Le service des marchandises en gare de Lichtervelde est fermé en 1992. 

## Service des voyageurs

### Accueil
Gare SNCB, elle dispose d'un bâtiment voyageurs, avec guichet, ouvert du lundi au samedi. Des aménagements, équipements et services sont à la disposition des personnes à la mobilité réduite.
Un souterrain permet la traversée des voies et le passage d'un quai à l'autre.

### Desserte
Lichtervelde est desservie par des trains InterCity (IC) et d'Heure de pointe (P) de la SNCB, qui effectuent des missions sur les lignes commerciales 66 (Bruges - Courtrai) et 73 (La Panne - Gand).

#### Semaine
En semaine, Lichtervelde possède deux dessertes cadencées à l’heure :
- des trains IC-23 circulant entre Ostende et Brussels-Airport-Zaventem ;
- des trains IC-28 entre La Panne et Anvers-Central via Gand-Saint-Pierre ;
- des trains IC-32 circulant entre Bruges et Courtrai (sept de ces trains sont prolongés de et vers Ostende) ;
- un unique train IC-12 entre Ostende et Louvain via Courtrai (le matin) ;
- un unique train IC-12 entre Welkenraedt et Ostende via Courtrai (le soir) ;
- un unique train P d’Ostende à Schaerbeek (tôt le matin) ;
- deux trains P de La Panne à Schaerbeek (le matin) ;
- un train P de La Panne à Gand-Saint-Pierre (le matin) ;
- un train P de Gand-Saint-Pierre à Lichtervelde (en milieu de journée) ;
- un train P de Gand-Saint-Pierre à La Panne (l’après-midi) ;
- deux trains P de Schaerbeek à La Panne (l’après-midi) ;
- deux trains P de Courtrai à Bruges (le matin) et deux autres l’après-midi ;
- un train P de Bruges à Courtrai (le matin) et deux autres l’après-midi ;
- un unique train P de Roulers à Courtrai (tôt le matin).

#### Week-end et fériés
La desserte comporte :
- des trains IC-23 circulant entre Ostende et Brussels-Airport-Zaventem ;
- des trains IC-29 entre La Panne et Landen ;
- des trains IC-32 circulant entre Bruges et Courtrai (toutes les deux heures) ;
- le dimanche, sauf pendant les congés, un unique train P en soirée entre La Panne et Louvain.

Durant les grandes vacances, la SNCB met à disposition des voyageurs deux trains touristiques (T) aller-retour de Bruxelles-Nord à La Panne ainsi qu'un T aller-retour entre Charleroi-Central et Blankenberge via La Louvière, Mons, Tournai et Mouscron.

### Intermodalité
Un parc pour les vélos et un parking pour les véhicules y sont aménagés. Elle est desservie par des bus, notamment de De Lijn.

## Comptage voyageurs
Ce graphique et tableau montre le nombre de voyageurs embarquant en moyenne durant la semaine, le samedi et le dimanche.
| Nombre de passagers qui embarquent à la gare de Lichtervelde | Nombre de passagers qui embarquent à la gare de Lichtervelde | Nombre de passagers qui embarquent à la gare de Lichtervelde | Nombre de passagers qui embarquent à la gare de Lichtervelde |
|                                                              | Semaine                                                      | Samedi                                                       | Dimanche                                                     |
| ------------------------------------------------------------ | ------------------------------------------------------------ | ------------------------------------------------------------ | ------------------------------------------------------------ |
| 1977                                                         | 2 411                                                        | 544                                                          | 647                                                          |
| 1978                                                         | 2 687                                                        | 584                                                          | 551                                                          |
| 1979                                                         | 2 573                                                        | 479                                                          | 579                                                          |
| 1980                                                         | 2 533                                                        | 531                                                          | 648                                                          |
| 1981                                                         | 2 597                                                        | 601                                                          | 595                                                          |
| 1982                                                         | 2 067                                                        | 594                                                          | 682                                                          |
| 1983                                                         | 2 283                                                        | 597                                                          | 827                                                          |
| 1984                                                         | 2 161                                                        | 388                                                          | 605                                                          |
| 1985                                                         | 2 526                                                        | 542                                                          | 816                                                          |
| 1986                                                         | 2 713                                                        | 463                                                          | 622                                                          |
| 1987                                                         | 2 353                                                        | 466                                                          | 639                                                          |
| 1988                                                         | 2 269                                                        | 472                                                          | 675                                                          |
| 1989                                                         | 2 184                                                        | 578                                                          | 730                                                          |
| 1990                                                         | 2 050                                                        | 653                                                          | 934                                                          |
| 1991                                                         | 1 874                                                        | 660                                                          | 1 024                                                        |
| 1992                                                         | 2 092                                                        | 710                                                          | 1 046                                                        |
| 1993                                                         | 1 932                                                        | 539                                                          | 581                                                          |
| 1994                                                         | 2 432                                                        | 496                                                          | 722                                                          |
| 1995                                                         | 2 434                                                        | 465                                                          | 633                                                          |
| 1996                                                         | 2 109                                                        | 458                                                          | 639                                                          |
| 1997                                                         | 2 395                                                        | 617                                                          | 694                                                          |
| 1998                                                         | 3 009                                                        | 625                                                          | 1 078                                                        |
| 1999                                                         | 2 644                                                        | 684                                                          | 784                                                          |
| 2000                                                         | 2 852                                                        | 830                                                          | 1 101                                                        |
| 2001                                                         | 2 876                                                        | 648                                                          | 936                                                          |
| 2002                                                         | 3 374                                                        | 690                                                          | 918                                                          |
| 2003                                                         | 3 024                                                        | 1 218                                                        | 1 278                                                        |
| 2004                                                         | 3 552                                                        | 1 026                                                        | 1 426                                                        |
| 2005                                                         | 3 016                                                        | 1 060                                                        | 1 596                                                        |
| 2006                                                         | 3 140                                                        | 1 112                                                        | 1 576                                                        |
| 2007                                                         | 3 485                                                        | 1 298                                                        | 2 360                                                        |
| 2008                                                         | -                                                            | -                                                            | -                                                            |
| 2009                                                         | 3 104                                                        | 1 133                                                        | 1 270                                                        |
| 2010                                                         | -                                                            | -                                                            | -                                                            |
| 2011                                                         | -                                                            | -                                                            | -                                                            |
| 2012                                                         | 2 812                                                        | 937                                                          | 1 512                                                        |
| 2013                                                         | 2 617                                                        | 887                                                          | 1 060                                                        |
| 2014                                                         | 3 009                                                        | 1 038                                                        | 1 578                                                        |
| 2015                                                         | 3 428                                                        | 1 510                                                        | 1 939                                                        |
| 2016                                                         | 3 227                                                        | 1 636                                                        | 1 990                                                        |
| 2017                                                         | 3 140                                                        | 1 190                                                        | 1 580                                                        |
| 2018                                                         | 3 046                                                        | 1 811                                                        | 2 267                                                        |
| 2019                                                         | 3 300                                                        | 2 096                                                        | 2 322                                                        |
| 2020                                                         | 2 656                                                        | 1 432                                                        | 2 116                                                        |
| 2021                                                         | -                                                            | -                                                            | -                                                            |
| 2022                                                         | 3 184                                                        | 1 822                                                        | 2 214                                                        |
| 2023                                                         | 3 127                                                        | 1 773                                                        | 2 047                                                        |
| 2024                                                         | 3 134                                                        | 1 451                                                        | 1 623                                                        |

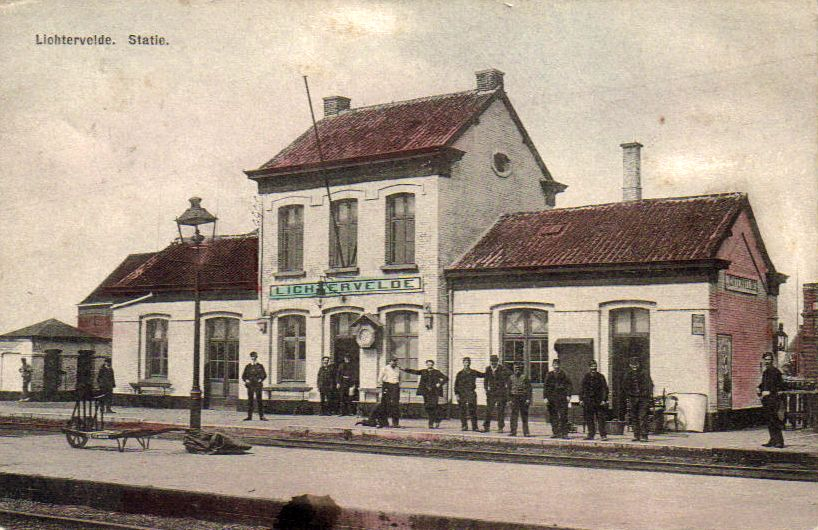
Le bâtiment d'origine.
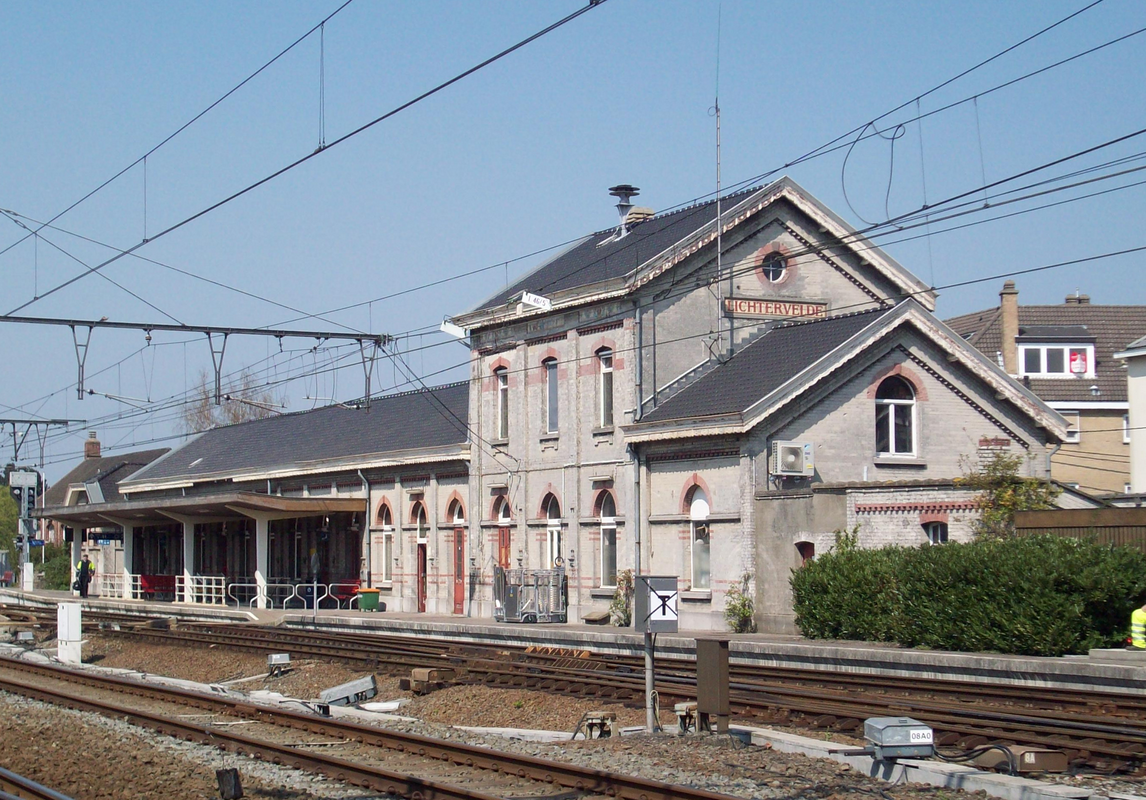
Nouveau bâtiment, côté voies.
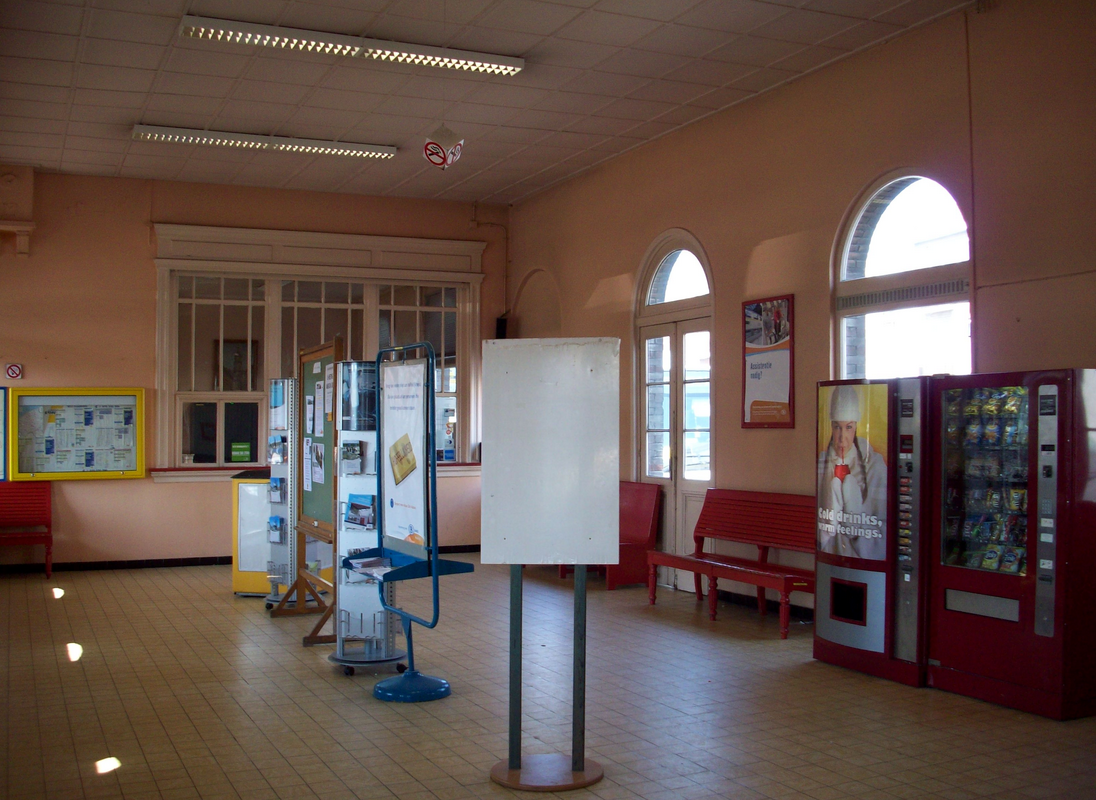
Hall et guichet.
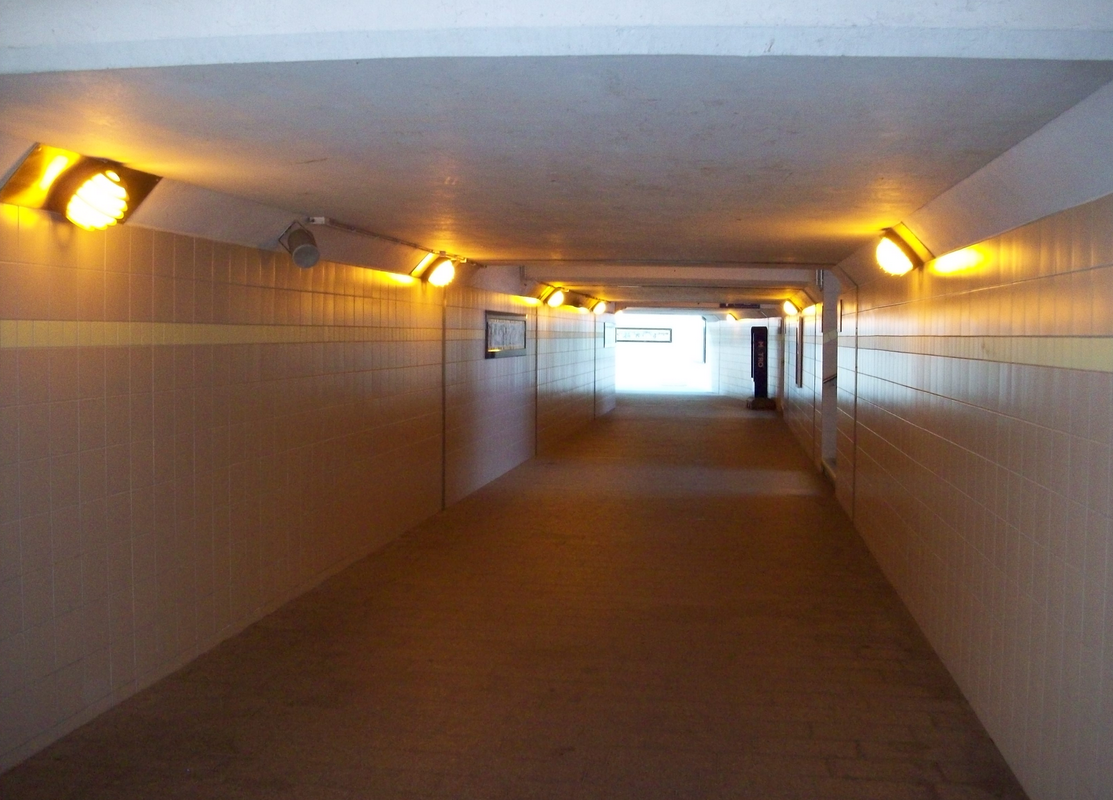
Souterrain.
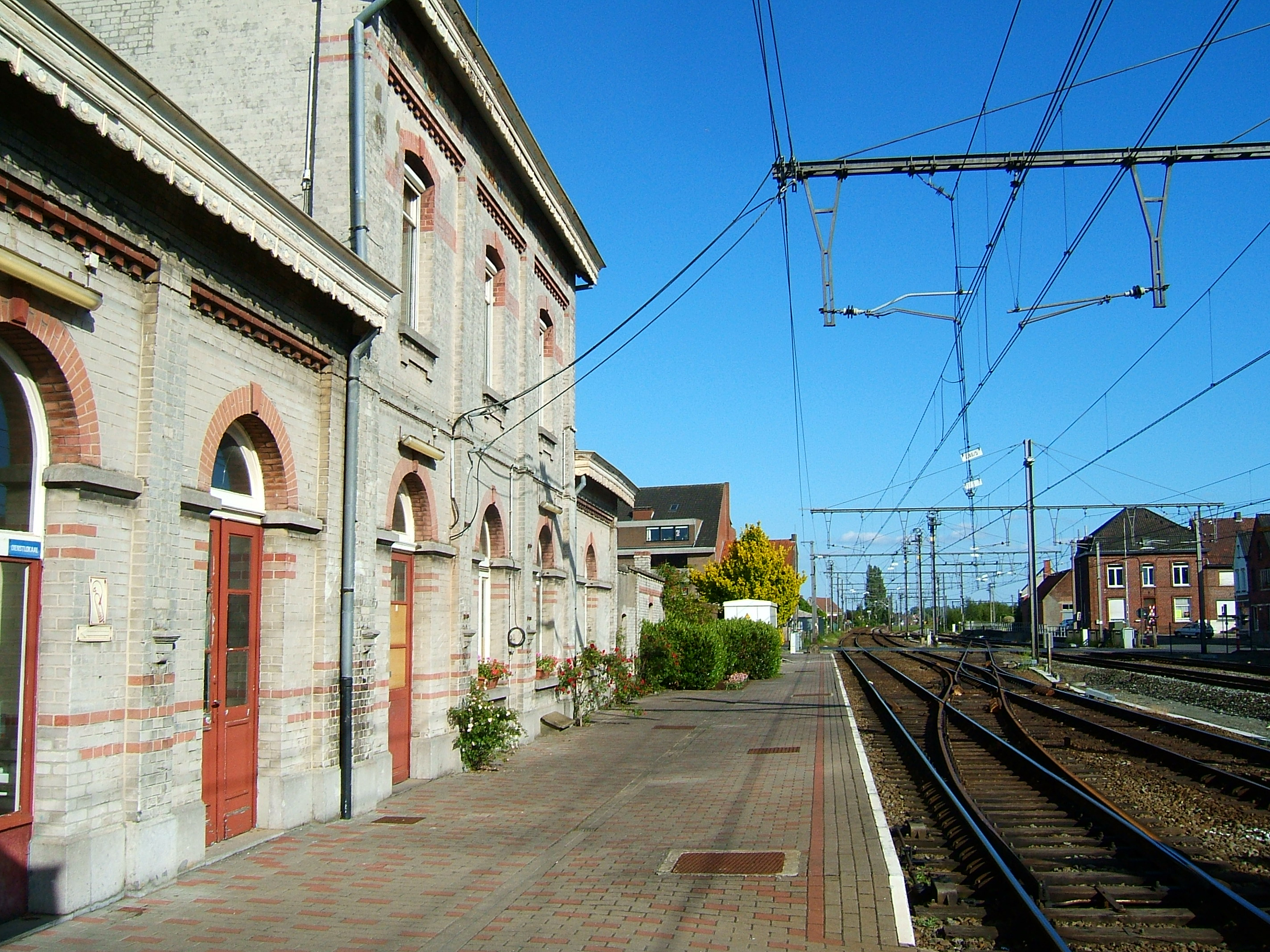
Bâtiment, quai et voies.

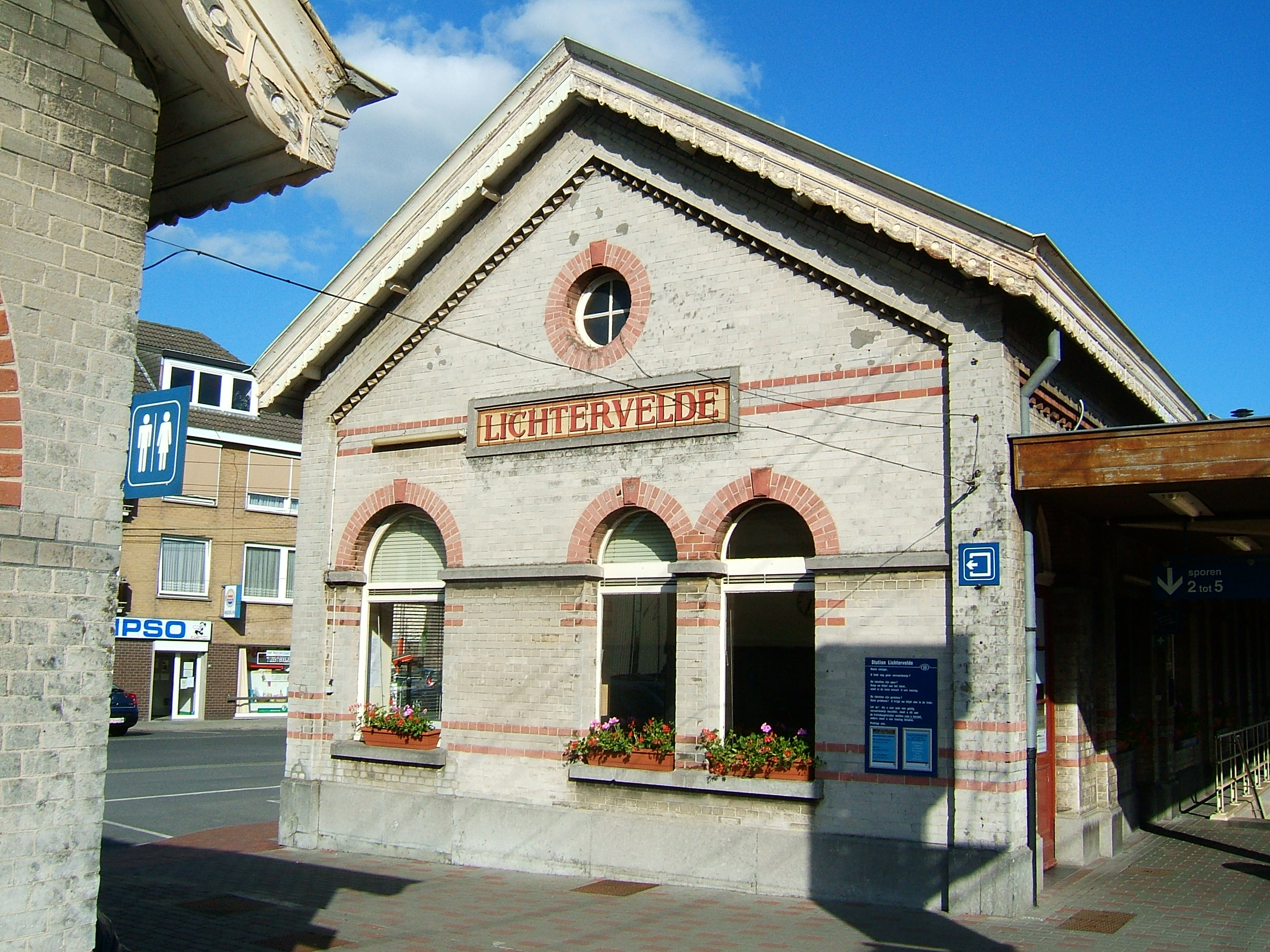
Nom de la gare.
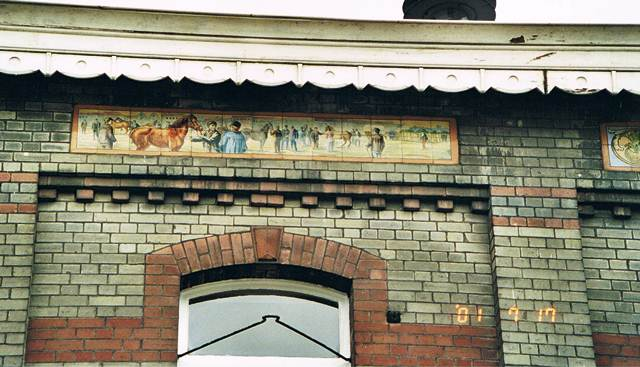
Céramiques décoratives.
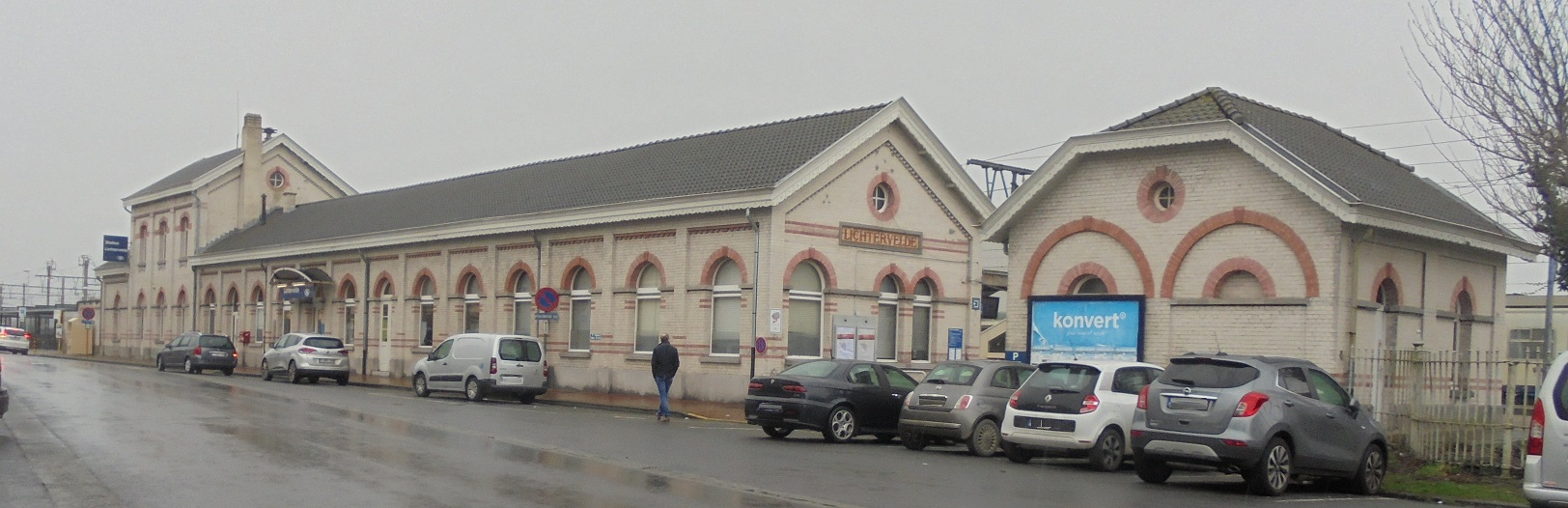
Ancien pavillon d'aisance (à droite).

## Patrimoine ferroviaire
Depuis 2015, l'ensemble constitué par le bâtiment de la gare, le bâtiment de lampisterie, la clôture en fer forgé ainsi qu'un abri antiaérien en béton ont le statut de bien classé (beschermd monument).
Construit entre 1912 et 1914, le bâtiment de la gare correspond au plan type 1895, le modèle standard de bâtiment de gare aux Chemins de fer de l’État belge avant-guerre. Celui de Lichtervelde se distingue par sa façade majoritairement constituée de briques blanches et la présence d'une très longue aile de 13 travées, abritant les guichets, salles d'attente et divers services (la plupart des gares de ce type possédant entre trois travées et les plus grandes ne dépassant pas huit ou neuf travées).
Cette aile nord fut victime d'un bombardement lors de la Première Guerre mondiale et reconstruite à l'identique après le conflit.
Le bâtiment de la lampisterie, qui date également de cette époque, existe toujours mais la marquise de quai a cédé la place un auvent en béton.